# Patrick Crotty
Patrick James Crotty (23 novembre 1902-26 novembre 1970) est un homme politique irlandais du Fine Gael qui est Teachta Dála (TD) pour la circonscription de Carlow – Kilkenny de 1948 à 1969.

## Biographie
Il est élu au Dáil Éireann aux élections générales de 1948 et réélu cinq fois aux élections générales de 1951, 1954, 1957, 1961 et 1965. Il est secrétaire parlementaire du ministre de l'Industrie et du Commerce de 1954 à 1957.
Crotty ne s'est pas présenté aux élections générales de 1969, mais son fils Kieran Crotty est élu dans la même circonscription lors de ces élections.